# Paraliochthonius mirus
Espèce
Paraliochthonius mirus est une espèce de pseudoscorpions de la famille des Chthoniidae.

## Distribution
Cette espèce est endémique de La Palma aux Îles Canaries en Espagne. Elle se rencontre dans la grotte Cueva de los Sorprendidos à El Paso.

## Description
La carapace des femelles mesure de 0,71 à 0,73 mm de long sur de 0,67 à 0,70 mm.

## Publication originale
- Mahnert, 2002 : Two new species of pseudoscorpions (Arachnida, Pseudoscorpiones) from caves on Tenerife and La Palma (Canary Islands, Spain), with some new records from the Canary Islands and the Azores (Portugal). Revue Suisse de Zoologie, vol. 109, no 4, p. 777-784 (texte intégral).